# Fantastiske skabninger 2: Grindelwalds forbrydelser
Fantastiske skabninger 2: Grindelwalds forbrydelser (originaltitel: Fantastic Beasts: The Crimes of Grindelwald) er en film produceret af Heyday Films og distribueret af Warner Bros. Pictures. Det er opfølgeren til Fantastiske skabninger og hvor de findes fra 2016. Filmen er ligesom sin forgænger baseret på J.K. Rowlings bog af samme navn.

## Plot
Filmen følger Newt Scamander og Albus Dumbledore som forsøger at indfange den onde troldmand Gellert Grindelwald, alt imens nye trusler finder sted i den splittede troldmandsverdenen ca. 70 år før Harry Potters tid.

## Medvirkende
- Eddie Redmayne som Newt Scamander
- Katherine Waterston som Tina Goldstein
- Dan Fogler som Jacob Kowalski
- Alison Sudol som Queenie Goldstein
- Ezra Miller som Credence Barebone / Aurelius Dumbledore
- Jude Law som Albus Dumbledore
- Johnny Depp som Gellert Grindelwald
- Zoe Kravitz som Leta Lestrange
- Carmen Ejogov som Seraphina Picquery
- Claudia Kim som Nagini
- Ólafur Darri Ólafsson som Skender